# Money Can't Buy
Money Can't Buy je jedini promotivni koncert za album od Kylie Minogue Body Language iz 2003. godine, održan u Hammersmith Apollo u Londonu. Ovaj događaj koštao je 1 milijun £ i ulaznice nisu bile dostupne za prodaju. Koncert je kasnije objavljen na DVD-u pod imenom Body Language Live.

## Red izvođenja
Akt 1: Paris By Night
- "Still Standing"
- "Red Blooded Woman"
- "On a Night Like This"  (sadrži isječke iz "Singin' In The Rain")

Akt 2: Bardello
- "Breathe ( sadrži isječke iz "Je t'aime")
- "After Dark"
- "Chocolate"

Akt 3: Electro
- "Can't Get You Out of My Head"
- "Slow"
- "Obsession
- "In Your Eyes"

Akt 4: On Yer Bike
- "Secret (Take You Home)"
- "Spinning Around"
- "Love at First Sight"

## EP
3 limitirane pjesme objavljene su u SAD-u 10. veljače 2004. godine. Disk se dobivao besplatno uz izdanje albuma Body Language.

### Popis pjesama
1. "Can't Get You Out of My Head" (uživo) - 7:04
2. "Slow" (uživo) - 3:22
3. "Red Blooded Woman" (uživo) - 4:18

## Snimke s koncerta
DVD objavljen pod imenom Body Language Live, sadrži dokumentarni film o događajima iza pozornice, promotivne spotove za pjesme "Slow", "Red Blooded Woman" i "Chocolate", galeriju fotografija i izuelne efekte za izvedbe "Slow" i "Chocolate". Na DVD-u bio je i PC-ROM sa sekcijom koja uključuje wallpapere, screensavere i web poveznice.
DVD je završio na 2. mjestu meksičke top ljestvice s prodanih 10.000 primjeraka, dobio je zlatnu certifikaciju.